# Dalton (Italiaanse band)
Dalton was een rockband uit het noorden van Italië. De band werd eind jaren zestig opgericht en maakte destijds nog psychedelische muziek. Het platenlabel GSC bracht in 1967 hun eerste single uit, getiteld "Monja", met op de B-kant "Il Giro". Tussen 1967 en 1969 werden verder de singles "Era Qui" (met op de B-kant "Tempo d'Estate"), "Clementine" (met "Da Cinque Anni") en "Venus" (een cover van het Shocking Blue-liedje, met op de B-kant "Summertime Signal") uitgegeven, waarna de band uiteen ging.
In 1972 richtte toetsenist en zanger Temistocle Reduzzi, die deel uitmaakte van de oorspronkelijke bezetting, de band opnieuw op. Met gitarist Aronne Cereda, fluitist Alex Chiesa, bassist Rino Limonta en drummer Walter Locatelli maakte hij progressieve rock. In 1973 werd hun debuutalbum, getiteld Riflessioni: Idea D'Infinito, uitgegeven. In 1974 gaf International Audio Film de single "La Donna e il Bambino" uit, met op de B-kant "Il Vuoto".
In 1974 werden Reduzzi en Chiesa vervangen door Giancarlo Brambilla en Massimo Moretti. Reduzzi schreef in 1975 een rockopera, The Paciana Story, over een 19e-eeuwse struikrover. Dit album, waar ook Cereda aan meewerkte, werd in 2006 op compact disc heruitgegeven. Dalton nam in de nieuwe bezetting het album Argitari (1975) op. Er werden nog twee singles, "Monia" en "Presto Tornerò", beide met "Mama Dog" op de B-kant, uitgegeven en in 1979 ging de band definitief uit elkaar.

## Discografie
- Riflessioni: Idea D'Infinito (1973)
- Argitari (1975)